# زیباموش ایرانی
زیباموش ایرانی یا هامستر دم‌دراز ایرانی (نام علمی: Calomyscus urartensis) نام یک گونه از سرده هامسترهای دم‌دراز است.